# Ted Field
Frederick Woodruff "Ted" Field (Chicago, Illinois, 1 juni 1953) is een Amerikaans filmproducent, ondernemer en autocoureur. Daarnaast richtte hij met Jimmy Iovine het platenlabel Interscope Records op, en was hij ook de oprichter van het productiebedrijf Interscope Communications. In 1979 won hij de 24 uur van Daytona.

## Carrière
Field is een zoon van Marshall Field IV, tussen 1956 en 1965 eigenaar van de krant Chicago Sun-Times, en een erfgenaam van Marshall Field, de oprichter van het Amerikaanse warenhuis Marshall Field's.
Halverwege de jaren '70 richtte Field het raceteam Interscope Racing op. Dit team steunde Danny Ongais in 1975 in de Formule 5000. Tussen 1976 en 1987 reed Ongais voor het team in races van het USAC-kampioenschap en de Champ Car. In 1977 kwam hij tevens uit in een paar Formule 1-races met een chassis van Penske. Field had indertijd ook een eigen racecarrière, die van 1976 tot 1983 duurde. In 1979 behaalde hij met Ongais en Hurley Haywood internationaal gezien zijn grootste overwinning in de 24 uur van Daytona, en in 1982 werd hij achter John Paul jr. tweede in de IMSA GT met vier overwinningen.
In 1982 richtte Field het productiebedrijf Interscope Communications op. Deze maatschappij heeft meer dan vijftig films geproduceerd. In 1984 kocht een concern onder zijn leiding de filmcamerafabrikant Panavision; in 1987 werd dit bedrijf weer doorverkocht aan Lee International. In 1989 ontvingen Field en Robert W. Cort een Razzie voor de door hen geproduceerde film Cocktail. In 1990 richtte Field samen met Jimmy Iovine het platenlabel Interscope Records op. In januari 2001 verliet hij Interscope en richtte hij in samenwerking met BMG het platenlabel ARTISTdirect Records op.